# Chlamydomonas
Chlamydomonas är ett släkte av grönalger bestående av encelliga flagellater, som finns i stillastående vatten och fuktig jord, i sötvatten, havsvatten, och även i snö som "snö alger". Chlamydomonas används som modellorganism för molekylärbiologi, särskilt studier av flagellar rörlighet och kloroplast dynamik, biogeneses och genetik. En av de många slående funktionerna i Chlamydomonas är att det innehåller jonkanaler, (channelrhodopsins), som direkt aktiveras av ljus. Vissa regleringssystem Chlamydomonas är mer komplicerade än sina homologer i gymnospermer, med evolutionärt besläktade regulatoriska proteiner är större och innehåller ytterligare domäner.